# Invasione normanna del Galles
L'invasione normanna del Galles fu una lunga campagna di conquista avviata dai normanni immediatamente dopo la conquista dell'Inghilterra compiuta da Guglielmo il Conquistatore. Pur non essendo intenzione di Guglielmo invadere anche il Galles, gli attacchi guidati contro i normanni da Gruffydd ap Llywelyn, l'unificatore del Galles, già prima dell'invasione del 1066, costrinsero Guglielmo a prendere questa decisione. Nelle fasi iniziali, tra il 1067 e il 1081, l'occupazione del Galles non fu intrapresa con lo stesso fervore e lo stesso spirito dell'invasione dell'Inghilterra. Tuttavia, dopo il 1081 l'intensità divenne molto più elevata e nel 1094 il grosso del Galles appariva sotto il controllo di Guglielmo II. Presto i gallesi si opposero al dominio nemico e, nel 1101, si reimpossessarono di gran parte delle loro terre durante il lungo regno di Gruffydd ap Cynan, che era stato imprigionato per dodici anni nelle carceri normanne prima di poter fuggire. Gruffydd ebbe l'aiuto indiretto del re Magnus III di Norvegia, che scagliò attacchi contro Anglesey, nel nord-ovest della regione, vicino a Ynys Seiriol, uccidendo Ugo di Montgomery, conte di Shrewsbury, e fiaccando il morale dei già sfiniti normanni. Magnus continuò la sua avanzata conquistando le Orcadi, le Ebridi e l'Isola di Man, situate nel nord del Galles, a ovest e a nord di Scozia e Inghilterra nel 1098.
Sotto il dominio del quartogenito di Guglielmo, il re Enrico I, i normanni, ormai ben radicati in Inghilterra, risposero spingendosi verso ovest nel Galles. Questa volta, sia i gallesi sia i normanni erano più interessati a fare la pace che a combattere, e alla fine fu raggiunta una situazione di relativa stabilità, sebbene i normanni la rendessero più complicata nel sud-est che nell'ovest del paese. Lo scontro proseguì dal 1135 al 1154 sotto Stefano, nipote di Enrico e di Guglielmo per linea materna, che intraprese una lotta di potere contro l'imperatrice imperatrice Matilde (cosiddetto periodo dell'anarchia), figlia di Enrico e unica sopravvissuta dei figli legittimi.

## Contesto storico
Nella metà dell'XI secolo, il Galles era stato unito dal principe di Gwynedd Gruffydd ap Llywelyn. Subito dopo Gruffudd penetrò in Inghilterra, dando alle fiamme Hereford e dimostrando l'incapacità inglese di rispondere alle sue incursioni. Dopo aver unificato il Galles e sconfitto la Mercia e altre contee inglesi, Gruffydd fu tradito dai suoi stessi uomini nel 1063, mandando la sua testa a Edoardo il Confessore in cambio della nuova spartizione del Galles nel loro regni tradizionali. Durante questo periodo, Harold Godwinson condusse una campagna di attacchi volti a indebolire il Galles. Ciò generò un vuoto di potere in cui principi e re si contesero il territorio, senza la presenza unificante di Gruffudd nel proteggerli dagli attacchi normanni.

## La guerra

### Prime battaglie
Ci volle del tempo perché i normanni conseguissero abbastanza forza per affrontare i gallesi, poiché erano più preoccupati delle conseguenze di Hastings in Inghilterra e Normandia. Inoltre, la conquista del Galles non era l'obiettivo principale di Guglielmo; egli si era spinto sull'isola per prendere possesso di quella porzione di territorio che considerava sua eredità per diritto di nascita, ma qualsiasi rapporto con Galles e Scozia era stato rimandato a un momento successivo. Tuttavia, il Galles aveva iniziato a interferire nella regione sostenendo i sassoni inglesi contro i normanni.

### La risposta di Guglielmo

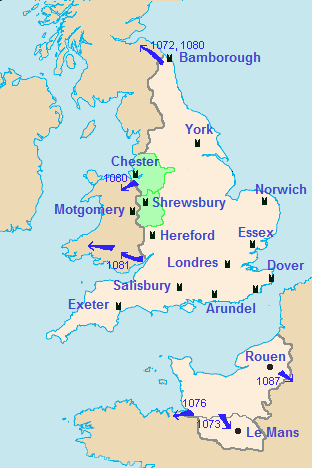
Inghilterra e Normandia nell'XI secolo; verde i segni del confine gallese

Per fronteggiare le incursioni ostili, Guglielmo creò una serie di contee nelle terre di confine, in particolare a Chester, sotto Ugo d'Avranches; Shrewsbury, sotto Ruggero II di Montgomery; e Hereford, sotto William FitzOsbern. Egli concesse grandi poteri alle contee, garantendo loro il controllo sulle terre e sulle città circostanti. Tra queste concessioni si crede che potesse rientrare in maniera implicita la facoltà di attaccare il Galles, come del resto avvenne, a partire dal sud-est, dove erano iniziate diverse ribellioni contro l'Inghilterra. Alla morte di FitzOsbern, avvenuta nel 1071, fu costruito e fondato un castello alla foce del Wye impiegato come testa di ponte per l'espansione normanna verso ovest. In seguito, una nuova roccaforte venne eretta a Caerleon nel 1086 e all'annesso Gwent. Tuttavia, gli attacchi nel sud-est del Galles «fallirono gravemente quando il figlio del conte di Hereford] [Roger de Breteuil] [...] perse i feudi a seguito di tradimento nel 1075 e le sue sfortune si riverberarono su alcuni dei suoi vassalli sul confine gallese». Ciononostante, la pressione e le intenzioni normanne di fronteggiare i gallesi non vennero meno.

### Rapporti con Enrico I
Le diatribe proseguirono nel XII secolo, durante il regno di Enrico I. Malgrado l'inizio del XII secolo coincidesse con un periodo di relativa pace, l'influenza dei gallesi in Galles appariva considerevole. L'unica spedizione reale gallese risale al 1114, quando «furono radunati tre eserciti separati emulando il vecchio principe di Gwynedd». Il principe Gruffudd ap Cynan, tuttavia, si rese poi conto che appariva più opportuno stringere la pace con il re piuttosto che impegnarsi in una guerra aperta o in ostilità. Durante tale fase storica, Enrico esercitò un grande dominio sul Galles, erigendo nuovi castelli e mettendo al potere nuovi nobili. Alla sua morte, scoppiarono ulteriori rivolte in varie parti del Galles. I normanni furono costretti a ritirarsi da molte terre, perlopiù sorprendentemente da Deheubarth, dove, secondo R.R. Davies, «i normanni avevano compiuto progressi più considerevoli rispetto alla generazione precedente». Si trattò in verità di una fase storica travagliata per entrambe le fazioni, specie con riferimento ai conflitti interni che afflissero i normanni. Lo stesso genere di liti aveva causato il relativo fallimento del Galles nel secolo precedente.

### Enrico II e il Galles

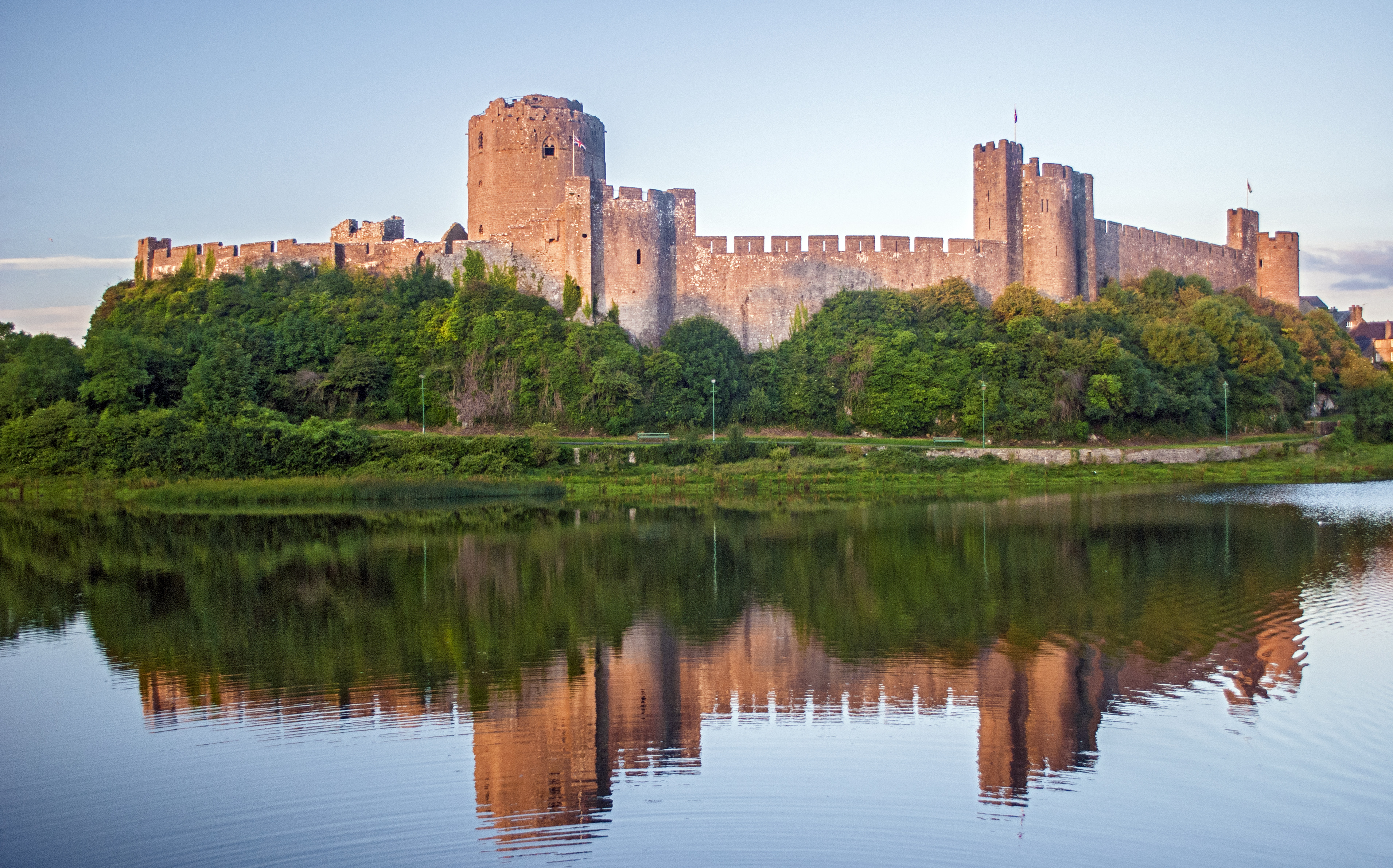
Il castello di Pembroke, una delle fortificazioni costruite dai normanni in Galles

Nel 1157 Enrico II d'Inghilterra, il figlio di Matilde, guidò la sua prima spedizione sul suolo gallese, conclusasi con una netta e schiacciante sconfitta nella battaglia di Ewloe a Coleshill / Mixtas Eulo, la quale coincise con la quasi morte di Enrico e la sua precipitosa fuga. Mossosi di nuovo contro i suoi avversari nel 1163, Enrico costrinse i due più potenti principi gallesi Rhys ap Gruffydd e Owain Gwynedd a rendergli una vaga forma di tributo, insieme al re di Scozia. Tale evento fu il catalizzatore di una rivolta in Galles; giunto lì per reprimerla, Enrico II subì una nuova cocente disfatta nel 1165 nella battaglia di Crogen, combattuta vicino ai Monti Berwyn. Enrico non fu mai in grado di invadere con successo il Galles e fu costretto a cercare un compromesso con Rhys ap Gruffydd per controllare il sud del paese.